# Koninkrijk Thessaloniki
Het koninkrijk Thessaloniki (Grieks: Βασίλειον Θεσσαλονίκης) was een kruisvaardersstaat die werd gesticht na de inname van Constantinopel door de Vierde Kruistocht in 1204. Het bestond echter pas twintig jaar toen het in 1224 door het despotaat Epirus werd ingenomen.

## Geschiedenis
Nadat Constantinopel in 1204 in handen was gevallen van de kruisvaarders, werd al meteen door zowel de kruisvaarders als de Byzantijnen aangenomen dat Bonifatius I van Monferrato tot keizer benoemd zou worden. De Venetianen waren echter tegen deze keuze omdat zij vonden dat Bonifatius een te sterke band had met de Byzantijnen, mede doordat een van zijn broers al eerder was gehuwd met een Byzantijnse prinses. De Venetianen wilden een keizer die ze konden vertrouwen en beïnvloeden, en op hun aandringen werd Boudewijn IX van Vlaanderen verkozen tot keizer van het Latijnse Keizerrijk.
Bonifatius accepteerde deze beslissing en richtte zijn aandacht tot Thessaloniki, de tweede grote stad in het Byzantijnse Rijk. Keizer Boudewijn wilde Thessaloniki echter eveneens inlijven bij zijn rijk, maar Bonifatius won dit dispuut doordat hij het eiland Kreta terugschonk aan de Venetianen. Hij wist de stad Thessaloniki in het najaar van 1204 te veroveren en zette vanuit deze stad een koninkrijk op. Alhoewel hij nooit officieel de titel van koning gedragen heeft, suggereren bronnen uit de 13e en 14e eeuw dat Bonifatius zijn claim van koning baseerde op het huwelijk van zijn jongere broer Renier, die de stad toegewezen kreeg door middel van zijn huwelijk met Maria Komnenos.
Het koninkrijk omvatte van de Egeïsche kust tot aan Macedonië, maar de grenzen van het rijk waren nooit definitief omdat het constant in oorlog verkeerde met de Bulgaren, die erop uit waren om de restanten van het Byzantijnse Rijk voor zichzelf in te nemen. Ook waren er vergeldingsacties van de afgezette keizer Alexios III, die gevlucht was naar Korinthe, maar deze werd al snel verslagen. Na deze overwinning wist Bonifatius het eiland Euboea te veroveren, daar werd een vazalstaat gesticht. Verder hielp hij ook andere kruisvaarders bij het opzetten van het hertogdom Athene en het vorstendom Achaea, die beiden vazalstaten werden onder het koninkrijk Thessaloniki.
Het koningschap van Bonifatius zou nog geen twee jaar duren, voordat hij tijdens een hinderlaag door tsaar Kalojan van Bulgarije op 4 september 1207 werd gedood. Het koninkrijk werd vervolgens doorgegeven aan Demitrius, die nog een baby was, in de tussentijd werd het koningschap waargenomen door regent Oberto, een Lombardaan die eigenlijk Willem VI van Monferrato op de troon wilde helpen. Hij wist ook de Latijnse keizer Hendrik van Vlaanderen te beledigen, die in 1209 tegen hem actie ondernam en hem verplichtte trouw te zweren. Vervolgens zette Hendrik zijn jongere broer Eustatius van Vlaanderen in als vervangend regent in Thessaloniki.
Vazalstaten zijn niet weergegeven.